# Organisatie voor Economische Samenwerking
De Organisatie voor Economische Samenwerking (in het Engels: Economic Cooperation Organization, ECO) is een intergouvernementele internationale organisatie waarbij tien Aziatische landen betrokken zijn. Het biedt een platform voor het bespreken van manieren ter verbetering van de ontwikkeling en bevordering van handel, investeringen en mogelijkheden. Het doel is het opzetten van een gemeenschappelijke markt voor goederen en diensten, net als de Europese Unie. Het secretariaat en de culturele afdeling van de ECO zijn gevestigd in Teheran, zijn economisch bureau is in Turkije en haar wetenschappelijk bureau is gevestigd in Pakistan. De betrokken landen hebben samen een omvang van 8.620.697 km². De organisatie is opgericht door Turkije, Iran en Pakistan.

## Lidstaten
| Staat        | Hoofdstad  | Oppervlakte (km²) | Inwoners | Munteenheid           | Taal       | Lid sinds |
| ------------ | ---------- | ----------------- | -------- | --------------------- | ---------- | --------- |
| Afghanistan  | Kaboel     | 652.230           | 36.020   | Afghaanse afghani     | Pasjtoe    | 1992      |
| Azerbeidzjan | Bakoe      | 86.600            | 9.940    | Azerbeidzjaanse manat | Azeri      | 1992      |
| Iran         | Teheran    | 1.648.195         | 82.360   | Iraanse rial          | Perzisch   | 1985      |
| Kazachstan   | Nur-Sultan | 2.724.900         | 18.463   | Kazachse tenge        | Kazachs    | 1992      |
| Kirgizië     | Bisjkek    | 199.951           | 6.389    | Kirgizische som       | Kirgizisch | 1992      |
| Oezbekistan  | Tasjkent   | 447.400           | 32.657   | Oezbeekse sum         | Oezbeeks   | 1992      |
| Pakistan     | Islamabad  | 796.095           | 200.960  | Pakistaanse roepie    | Urdu       | 1985      |
| Tadzjikistan | Doesjanbe  | 144.100           | 9.107    | Tadzjiekse somoni     | Tadzjieks  | 1992      |
| Turkije      | Ankara     | 783.562           | 81.867   | Turkse lira           | Turks      | 1985      |
| Turkmenistan | Asjchabad  | 488.100           | 5.770    | Turkmeense manat      | Turkmeens  | 1992      |
| Totaal       |            | 7.971.133         | 483.533  |                       |            |           |

## Waarnemende leden
| Staat        | Hoofdstad | Oppervlakte (km²) | Inwoners | Munteenheid | Taal  |
| ------------ | --------- | ----------------- | -------- | ----------- | ----- |
| Noord-Cyprus | Lefkosa   | 3.355             | 294.906  | Turkse lira | Turks |